# 庄中町
庄中町（しょうなかちょう）は、愛知県尾張旭市にある地名。現行行政地名は庄中町一丁目から庄中町三丁目。なお、この項では、庄中町渋川と庄中町南島についても述べる。

## 地理
尾張旭市の西部に位置し、東に渋川町、西に東名西町、南西に名古屋市守山区、南に東山町、北に印場元町と接している。

### 河川
- 矢田川
- 天神川

## 歴史
- 2008年（平成20年）11月22日 - 印場特定土地区画整理に伴い、庄中町一丁目から庄中町三丁目を設置[7]。

### 町名の変遷
| 実施後       | 実施年月日                 | 実施前（各町名ともその一部）     |
| ------------ | -------------------------- | -------------------------------- |
| 庄中町一丁目 | 2008年（平成20年）11月22日 | 庄中町鳥居 庄中町渋川            |
| 庄中町二丁目 | 2008年（平成20年）11月22日 | 庄中町鳥居 庄中町渋川 庄中町南島 |
| 庄中町三丁目 | 2008年（平成20年）11月22日 | 庄中町南島 庄中町鳥居            |

## 世帯数と人口
2019年（令和元年）7月31日現在の世帯数と人口は以下の通りである。なお、庄中町渋川と庄中町南島の人口は0人。
| 丁目         | 世帯数  | 人口  |
| ------------ | ------- | ----- |
| 庄中町一丁目 | 95世帯  | 231人 |
| 庄中町二丁目 | 144世帯 | 380人 |
| 庄中町三丁目 | 146世帯 | 368人 |
| 計           | 385世帯 | 979人 |

### 人口の変遷
国勢調査による人口の推移
| 2010年（平成22年） | 867人 | [ 8 ] |  |
| 2015年（平成27年） | 973人 | [ 9 ] |  |

## 学区
市立小・中学校に通う場合、学区は以下の通りとなる。
| 丁目         | 番・番地等 | 小学校               | 中学校             |
| ------------ | ---------- | -------------------- | ------------------ |
| 庄中町一丁目 | 全域       | 尾張旭市立渋川小学校 | 尾張旭市立西中学校 |
| 庄中町二丁目 | 全域       | 尾張旭市立渋川小学校 | 尾張旭市立西中学校 |
| 庄中町三丁目 | 全域       | 尾張旭市立渋川小学校 | 尾張旭市立西中学校 |

## 施設
- 尾張旭市西部浄化センター
- ピアゴ 印場店

## その他

### 日本郵便
- 集配担当する郵便局と郵便番号は以下の通りである[11]。

| 町丁                 | 郵便番号 | 郵便局       |
| -------------------- | -------- | ------------ |
| 庄中町一丁目〜三丁目 | 488-0838 | 尾張旭郵便局 |
| 庄中町渋川           | 488-0836 | 尾張旭郵便局 |
| 庄中町南島           | 488-0835 | 尾張旭郵便局 |